# هتل دل‌شکستگان (فیلم)
«هتل دل‌شکستگان» (انگلیسی: Heartbreak Hotel (film)) یک فیلم به کارگردانی کریس کلمبوس است که در سال ۱۹۸۸ منتشر شد. از بازیگران آن می‌توان به دیوید کیت، تیوزدی ولد، چارلی اشلتر، و آنجلا گوتالس اشاره کرد.